# 버짐더부살이과
버짐더부살이과(Rhodophysemataceae)는 진정홍조강 팔손이풀목에 속하는 홍조류과의 하나이다. 5속 13종으로 이루어져 있다. 숨긴붉은털(Rhodonematella subimmersa) 등을 포함하고 있다.

## 하위 속
- Coriophyllum
- Pseudorhododiscus
- 숨긴붉은털속 (Rhodonematella)
- Rhodophysema
- Rhodophysemopsis